# 门下省
门下省，是中国从隋朝和唐朝开始正式设立的三省六部制中的一省，负责审查国家的重要詔令。高麗王朝亦有設置。唐高宗時曾一度改稱東臺；武則天時稱鸞臺；唐玄宗時一度稱黃門省。

## 簡介
門下省，後漢嘉平六年謂之侍中寺。《晉志》曰：「給事黃門侍郎，與侍中俱管門下眾事。」或謂之門下省。
门下省是中央政權體系中的三省之一，主要负责审查诏令内容。除门下省以外，还有负责草拟和颁发皇帝的诏令的中书省，以及负责执行国家重要政令的尚书省。其中，中书省和门下省为决策机构，尚书省则为执行机构。
门下省长官在隋朝称为纳言，唐朝改叫侍中，门下侍郎副之。门下省内设给事中、散骑常侍、谏议大夫、起居郎、拾遗等官，掌规谏。
不过，唐代三省制在建立不久就开始向二省、一省转变。这种变化的动因在於皇权对於相权的控制、以及提高行政效率。三省职能逐渐趋向混同合一。有宋一代，虽然三省名义始终存在，但是已经混同为一省。
元代以中书省总领百官，与枢密院、御史臺分掌政、军、监察三权。尚书省时置时废，门下省则不复置。
明初沿袭元制，由中书省统六部，但1380年罢中书省，分中书省之权归于六部。自此，六部取代了三省六部之制。
| 秦       | 前漢     | 後漢         | 魏           | 晋           | 隋（煬帝） | 唐（玄宗） | 宋         | 主要職務           |
| -------- | -------- | ------------ | ------------ | ------------ | ---------- | ---------- | ---------- | ------------------ |
| 侍中     | 侍中     | 侍中         | 侍中         | 侍中         | 納言       | 侍中       | 侍中       | 詔勅之审查、出示。 |
| 黄門侍郎 | 黄門侍郎 | 給事黄門侍郎 | 給事黄門侍郎 | 給事黄門侍郎 | 黄門侍郎   | 黄門侍郎   | 黄門侍郎   | 詔勅之审查、出示。 |
| 中常侍   | 中常侍   | 中常侍       | 中侍中       | 散騎常侍     | 内常侍     | 左散騎常侍 | 左散騎常侍 | 詔勅之审查、出示。 |
| 諫大夫   | 諫大夫   | 諫議大夫     | 谏议大夫     | 集书省       | 内諫大夫   | 諫議大夫   | 諫議大夫   | 詔勅之审查、出示。 |